# Libre (canción de Sébastien Izambard)
«Libre», es una canción pop en francés escrita por Lionel Florence con música e interpretada por Sébastien Izambard, compuesta en 2000 para el primer disco de Izambard titulado Libre.
Todos los derechos de la canción pertenecen a Izambard. 
La canción se posicionó en el número #1 en los ránquins de música de Francia, Canadá y Bélgica, únicos países donde se publicó el álbum.

## Posición en las listas y certificaciones
| País    | Certificación | Posición en la Lista |
| Francia | Oro           | #1 Enlace            |
| Bélgica | Oro           | #1 Enlace            |
| Canadá  | Oro           | #1 Enlace            |